# クラシエフーズ
クラシエフーズ株式会社（英文名称：Kracie Foods, Ltd.）はかつて存在した食品会社。クラシエホールディングスの食品部門を担う子会社で、主に菓子類やアイスクリームなどを販売していた。
2023年10月以降は、クラシエ株式会社 フーズカンパニーが食品部門を担っている。
本項目では特記のない限り、同社のフーズカンパニーから発売・販売された商品（旧・カネボウフーズ、クラシエフーズ）について記述するものとする。

## 概要
1993年にカネボウフーズとして設立。2007年にクラシエフーズに社名変更。2023年10月にクラシエホールディングス（現:クラシエ）へ吸収合併され解散。前身企業にハリスの旋風のスポンサーであるハリス（本社：大阪市）、榎本健一のCMソングで有名な粉末ジュース「渡辺のジュースの素」で知られる渡辺製菓（本社：名古屋市）が入っている。
以前はカップ麺事業も手掛けており、1970年代にカップ麺としては初めてノンフライ製法を業界で導入した。その後、2004年にカネボウの事業リストラに伴い、冷凍食品メーカーである加ト吉（現・テーブルマーク）へカップ麺事業を譲渡し、撤退した。また子会社の飲料メーカーエルビーはアサヒビール（現・アサヒグループホールディングス）へ株式を譲渡した。
社名は、「カネボウ食品」（1972年 - 1982年）、「ベルフーズ・カネボウ食品本部」（1982年 - 1993年）、「カネボウフーズ」（1993年 - 2007年5月）と変化し、親会社がクラシエと社名およびブランドを改めるのに先駆け2007年6月1日付けで現在の社名となった。
なお、当社は社名変更後、「Kracie」のコーポレートロゴをパッケージに入れていなかったが、2010年9月以降に発売およびリニューアルした製品から順次、パッケージにコーポレートロゴを挿入している。
2023年10月1日にグループ再編が実施され、クラシエホームプロダクツやクラシエ製薬と共に親会社であったクラシエホールディングスへ吸収合併され解散。事業会社となったクラシエホールディングスはクラシエへ社名変更され、同社の事業カンパニーの一つであるフーズカンパニーへ引き継がれた。

## 沿革
- 1964年 - 鐘淵紡績がハリスを買収し、カネボウハリスとして設立。
- 1965年 - 立花製菓との合併により、冷菓事業進出。
- 1971年 - 和泉製菓との合併により、菓子・冷菓事業強化。カネボウハリス食品に社名変更。
- 1972年 - 渡辺製菓との合併により、粉末飲料事業進出。カネボウ食品販売に社名変更。
- 1973年 - カネボウ食品に社名変更。「ベルミー缶コーヒー」、「カネボウカップしるこ」発売。
- 1976年 - 日本初のノンフライ麺「ノンフライタンメン」発売。
- 1977年 - 鐘紡より生産・研究部門を譲受してカネボウ食品株式会社となる。
- 1978年 - 「プレイガム」発売。
- 1982年 - 食品部門を分社化し、ベルフーズを設立。
- 1983年 - 「かき氷バー」発売。
- 1986年 - カネボウ食品が鐘紡株式会社に合併され、同社のカネボウ食品本部となる。
- 1988年 - 「季節のフルーツ」発売。
- 1992年 - ベルギーフリスク社と提携し、ミントタブレットの輸入販売を開始。
- 1993年 - 鐘紡より再度分社の上、ベルフーズと合併してカネボウフーズ株式会社を設立。
- 1998年 - 「甘栗むいちゃいました」発売。
- 2004年 - カネボウフーズ販売株式会社を設立（7つの販売会社を統合）。
- 2005年 - 「ふわりんか」発売。
- 2006年 - 「オトコ香る」発売。
- 2007年7月1日 - クラシエフーズ株式会社、クラシエフーズ販売に社名変更。
- 2010年 - 「果実りっち」発売。
- 2015年 - モンデリーズ・ジャパン株式会社から「メントス」の国内販売権を取得し、販売を開始[1]。
- 2016年 - 森永製菓株式会社から「チュッパチャプス」の国内販売権を取得し、販売を開始[2]。
- 2020年 - 「クラシエの経口補水液」、「ゆるここち」発売。
- 2021年 - 「ねるねるねるね」をはじめとする「知育菓子」をリブランド[3]。
- 2022年 - 3月末までにガム製品の販売を終了し、同事業から撤退[4]。「OYATOCO -おやとこ-」、「しずく」発売。
- 2023年
  - 「ジェラーナ」発売。
  - 経営機構改革に伴い、同年10月1日付でクラシエフーズが親会社のクラシエホールディングスへ合併し解散[5]。59年の歴史に幕を閉じるとともに、クラシエホールディングスから社名変更したクラシエ株式会社のフーズカンパニーとなる。また、クラシエフーズ販売はクラシエの子会社として存続される。

## 製品

### 菓子

#### 知育菓子
「知育菓子」の名称はクラシエフーズが商標登録している。2021年1月にリブランドされ、以下の製品に整理されている。
ねるねるねるね
1986年発売。

ポッピンクッキン
2023年2月時点では、たのしいおまつりやさん（2017年3月発売）、くるくるたこやき（2014年3月発売、2023年2月にリニューアル）、たのしいおすしやさん（2008年発売、2019年3月にリニューアル）、ハンバーガー（2012年2月に「ハッピーキッチン」のシリーズ品として発売、2017年9月に「ポッピンクッキン」へ移行してリニューアル）、つくろう!おべんとう!（2010年9月発売、一旦終売を経て2022年9月にリニューアルの上再発売）、ホイップケーキやさん（2020年9月発売）、チョコフォンデュパーティー（2022年9月発売）、たいやき&おだんご（2015年9月に「ねるねのハッピーキッチン」のシリーズ品として発売。2017年9月に「ポッピンクッキン」へ移行してリニューアル）の8種類が発売されている。
グミつれた
2011年11月発売。一度は製造を終了していたが、2021年2月にグレープ味のみ、リブランド後の「知育菓子」の製品として復活発売された。
なるなるグミの実
2012年4月発売。2019年3月に「ふしぎはっけん」のシリーズに移行されていたが、2022年3月にリブランド後の「知育菓子」の製品として再び単独製品へ移行しリニューアルされた。
つかめる実験!ふしぎ玉
2018年3月に「ふしぎはっけん」のシリーズ品として「つかめる!ふしぎ玉」として発売。2022年7月に3通りの組み合わせに拡充し、単独製品化してリニューアルされた。
ミルクラボ
2022年3月発売。
香りラボ
2022年3月発売。
ねりキャンワールド
2021年9月発売。
モンスターデコケーキ
2022年3月発売。
たべる図鑑
2021年7月発売。当初はチョコレートの「恐竜編」から発売し、2022年4月にミニ図鑑を付帯してリニューアル。同年8月にグミの「海の生き物編」を発売。
ドキドキスライム
2021年7月発売。

#### キャンディ
OYATOCO
2022年3月発売。ソフトキャンディの「ぱくぱくえほん」と「あしあとみっけ!」に、2014年2月に独立ブランドで発売され、幾度か改良を重ねてきたパズルピース型チョコレート菓子「パズルチョコ」を本ブランドへ組み込んだ。
ぷちっと
2011年9月発売。ちぎって食べるタイプのソフトキャンディ。2023年2月にリニューアルされ、ぶどう（完熟ぶどう味&さわやか白ぶどう味）とソーダ（濃厚ソーダ味&エナジーソーダ味）の2種類に再編された。また、店舗限定製品として、大創産業が2022年に発足した「ダイソーれたことをやる課」にてU-15アンバサダーと共に開発した「HAPPYぷちっと」を「DAISO」限定で同年1月に発売した。
ふわりんか
ローズに含まれる香り成分ゲラニオールを配合しているソフトキャンディ。かつてはガムタイプやアイスタイプも発売されていた。2021年3月に「ビューティ フルーティーローズ味」が発売され、2011年3月に「キャンディ」として発売された「ビューティーローズ味」はチャネル限定発売となった。2023年2月に「ビューティー フルーティーローズ味」のゲラニオールの含有量をアップして「フルーティーローズ味」にリニューアルされ、チャネル限定品として「グレープローズ味」が新たに発売された。
「ぷちっと」同様、店舗限定製品が存在し、マツキヨココカラ&カンパニー（マツモトキヨシグループ・ココカラファイングループ）向けとなる大容量サイズの「ふわりんかPremium」が発売されており、専売品であることを示す「マジココ」マークも挿入されている。

#### 素材菓子
甘栗むいちゃいました
1998年11月にキヨスクでテスト販売し、2000年2月に量販店やコンビニエンスストア等で全国販売を開始。
あぁ牛タン
大豆を主原料につくられた牛タン風の半生ジャーキー。2022年9月に関東・甲信越地区で先行発売され、2023年3月に全国に拡大された。

#### 輸入菓子
チュッパチャプス
スペイン発祥のロリポップキャンディ（棒付きキャンディ）。元々は森永製菓株式会社から発売されていたが、日本での販売権の移管に伴い、2016年3月から当社での販売を開始した。詳細記事を参照。
FRISK
ミント菓子。詳細記事を参照。
メントス
ソフトキャンディ。元々はワーナー・ランバート株式会社から発売され、事業譲渡や幾度かの社名変更を経て2013年7月からはモンデリーズ・ジャパン株式会社から発売されていたが、日本での販売権の移管に伴い、2015年10月から当社での販売を開始した。詳細記事を参照。

### アイス
ヨーロピアンシュガーコーン
マルチパックの「バニラ」、「ショコラ（2021年8月に東北・関東・甲信越エリアで発売し、のちに全国発売へ移行）」、「コーヒーヌガー（2023年1月発売、チロルチョコとのコラボレーションフレーバー）」、「ストロベリー（2023年2月発売）」の4種類。特殊アイテムとして「バニラ×3+抹茶×2」もある。
Soy（ソイ）
2008年6月発売。豆乳をはじめとする植物性素材を使用したカップタイプ（乳製品・卵不使用）。発売当初から「豆乳アイスSoy<ソイ>」として発売されていたが、2017年9月のリニューアル時にラインナップを「バニラ」・「チョコ」・「イチゴ」の3種類に絞り、内容量を減容（100mlに変更）。2021年9月に再リニューアルされ、内容量が105mlに増量した。2022年3月には洋酒漬けのドライフルーツを混ぜ込んだ「大人のSoy」が発売された。
しずく
2010年6月に夏期限定品として発売されたカップ入りシャーベットが2022年6月に新たにブランド化された。「柚子」と「梨」の2種類。
ヨーロピアンワッフルサンド
2022年2月（コンビニエンスストアのみ、スーパーでは同年3月）発売。「ヨーロピアンシュガーコーン」の派生品で、チョコで包まれたバニラアイスをワッフルでサンドしたパーソナルタイプ。
ジェラーナ
2018年3月に「ジェラート屋さんの人気メニュー ピスタチオアイスバー」として発売。2019年3月のリニューアルではピスタチオペーストを増量、2021年3月のリニューアルではセンターのチョコソースをホワイトチョコ風味に変更、細かく砕いたピスタチオナッツを加えて「ジェラート屋さんのピスタチオアイスバー」に改名。2022年3月のリニューアルではチョコソースのセンターインからホワイトチョコのコーティングに変え、製品名を「香るピスタチオアイスバー」に再度変更。2023年3月にチョココーティングを省いて「ジェラーナ ピスタチオ」に三度改名するとともに、パーソナルタイプに加えて、箱包装・5本入りのマルチを追加。ショコラ仕立ての「ヘーゼルナッツ」を追加発売したことで「ジェラーナ」としてブランド化された。

### 食品
2023年2月時点では粉末飲料のみとなる。
スカイウォーター
2012年3月発売。粉末タイプのスポーツドリンク。2022年3月にリニューアルされた。
- スカイウォーター グレープフルーツ味【機能性表示食品】 - 2013年3月のリニューアル時にカロリーを低減（71kcal/1L→70kcal/1L）し、「スカイウォーター」から改名。2022年3月のリニューアルではクエン酸を機能性関与成分として含有する機能性表示食品へ移行した。なお、高血圧のカルシウム拮抗剤などを服用している者への配慮として、無果汁であることに加え、グレープフルーツのオイルも不使用としている。
- スカイウォーター グレープ味 - 2013年3月のリニューアル時に「スカイウォーター 子ども用」から改名。
- スカイウォーター ライチ味 - 2016年3月発売。

クラシエの経口補水液
2020年6月発売。
ゆるここち
2020年8月発売。熱湯・冷水兼用の「はちみつれもん」と「はちみつゆず」、熱湯専用の「じんわかしょうが湯」の3種類。2022年9月に「はちみつれもん」が果汁量をアップしてリニューアルするとともに、「はちみつゆず」と「じんわかしょうが湯」もパッケージリニューアルされった。

### 季節限定商品
かき氷バー
かき氷をミルクシェルで包んだバーアイス。春夏期に発売される季節限定品ながら、旧社名時代から30年以上発売されているロングセラーである。
- マルチパック - イチゴ味のみ。
- でっかいかき氷バー - マルチパック2本分（130ml）。イチゴ味。

### 生産終了品

#### ガム
- スーパーソーダガム / スーパーコーラガム - パウダー入りのブロックガム。2016年2月にカルシウムを配合してリニューアル。2022年3月末に販売終了[4]。
- 歯みがきガム - 板ガム。2011年3月にワサビの辛み成分由来の素材「ワサデント（小川香料の登録商標）」を配合してリニューアル。2021年3月末に販売終了[4]。
- ライフガードガム - チェリオコーポレーションが発売する炭酸飲料「ライフガード」と連動した大粒タイプのガム。以前も発売していたが、2008年2月に再発売、2009年3月にリニューアルした。2022年3月末に販売終了[4]。

#### 菓子
子供菓子（知育菓子）の生産終了品については「ねるねるねるね」も参照のこと
- プレイガム - 日本人メジャーリーガーの居ない昭和期に売られていたメジャーリーグをイメージしたガム。
- ラーメンばあ - 味付け麺を棒状に固めたスナック菓子。
- ガムラツイスト - ラーメンばあの姉妹品。
- ラーメンダァ
- XXXLガム（エクストララージガム） - 超特大サイズのブロックガム。
- 粋息習慣（いきいきしゅうかん） - ピップトウキョウ・ピップフジモト（2010年11月に両社合併し、現在のピップ）との共同開発商品。
- フッテパットプリン
- ソイキューブ - 豆乳を使用したソフトキャンディ。
- ラブマロン
- ジンジャーキューブ - 2009年9月に「ジンジャーキューブキャラメル」として再発売。
- スパンキーヘッド
- ゼロスタイルミントガム
- ペッパーフルーツガム
- ようこそWaカフェ
- ねりマンゴー - 「濃いねり マンゴー」へ継承。
- かき氷ガム - 冷感素材にエリスリトールを使用したガム。
- 眠気スッキリガム - 眠気防止ガム
- リッチタッチ - ソフトキャンディ。「ピールinシトラス」と「果肉inトロピカル」の2種類。
- ハンコください - ハンコ型のチョコレートスナック菓子で、構造はきのこの山に似ている。
- お返事ください - 上記した「ハンコください」の姉妹品で、チョコレート部分がハート形で且つストベリーチョコ。
- お電話ください
- ソフティー - フルーツ味のチューイングソフトキャンディ（森永製菓のハイチュウと同様）、ヨーグルト味のソフミーもあった。
- コバラピタリガム - 粒ガム
- ギュッとがり - ガリ風味の生姜菓子。
- 濃いねり - 果実加工菓子。「果実りっち」へ継承。
- あったかひんやりキャンディ
- 有機むき甘栗 - むき甘栗の小分けパック。「徳用 甘栗むいちゃいました」へ継承。
- ふわもこソフトキャンディ
- オトコ香る。 - 男性向けフレグランスガム。
- ふり玉グミ -  グレープ味とソーダ味の2種類。
- 塩甘栗むいちゃいました -  塩味の甘栗。2009年に季節限定品として発売していたが、2010年以降も季節限定品として発売していた。
- フルーティナビ - ソフトタイプのドライフルーツ。
- 果実（かじ）りっち - キャンディ。従来発売されていた「濃いねり」の代替製品であった。
- 50%MANGO GAM - ブロックガム。コンビニエンスストア限定販売。
- ジンジャーキューブキャラメル
- 包みました - 天然のドライフルーツに栄養素を含む砂糖をコーティングした菓子。当初は「果実をコラーゲンで包みました」のみだったが、後に「パインをビタCで包みました」を発売し「包みました」としてシリーズ化された。
- 天然素材スイーツ マロングラッセ - 素材菓子。洋酒の香りはするが、酒は使用していない。
- おえかきパンダやき
- チョココローネ - 本物のチョココロネと同じ要領で作るキット。
- さがそう よつばのクローバー - 2つの「みつば」と1つの「よつば」がつながったクローバー型のソフトキャンディ。
- デコってキャンディ
- ソーダッシュダブル
- ねりけしガム
- 恐竜グミ図鑑
- 昆虫グミ図鑑
- どうぶつグミ図鑑
- まるめてパンダんご
- チョコネリィ
- ロケットビューン
- 甘酒ソフトキャンディ - ソフトキャンディ。2010年11月に冬季限定品として発売されたが、2014年12月に容量と価格を見直し（本体価格 200円/80g→120円/32g）、個包装からチャック付パウチ袋に変更。「クラシエほっと飲料 甘酒」と統一したパッケージデザインに変更して再発売された。
- しょうが湯ソフトキャンディ - ソフトキャンディ。「甘酒ソフトキャンディ」と同じくチャック付パウチ袋を採用しており、パッケージデザインは「クラシエほっと飲料 しょうが湯」と統一している。
- トントンうんどう会
- プカポン - ラムネ入りの「1ばんのこな」を水に溶かし、次に「2ばんのこな」を入れると色が変化してソーダとなる粉末清涼飲料。
- グーチョキパー ソフトキャンディ - グー・チョキ・パーの3種類の手の形をしており、じゃんけんができるソフトキャンディ。独自製法により、これまで作ることが困難だった複雑な形の再現が可能になった。
- つなげてラムネ - ソフトタイプのラムネ。「ぶどう味+ソーダ味」、「コーラ味+ソーダ味」の2種類。
- ドキドキぷちサルの森
- 枝豆むいちゃいました - 枝豆の素材菓子。夏季限定品。
- ゆで落花生むいちゃいました - 落花生の素材菓子。夏季限定品。
- はちみつゆず茶ソフトキャンディ
- 宇治抹茶ソフトキャンディ - 糖衣タイプのソフトキャンディ。
- あそぼうさかなつり
- キャンディスプレー - シロップタイプのワンプッシュ式キャンディ。
- えんやらぽっこ - メロン味とイチゴ味
- ぷちっとどうぶつパンケーキ
- 変身あわゼリー
- ぷちっとチョコ - ソフトキャンディ
- おえかきキャンランド
- カラフルラムネランド
- ねるねのハッピーキッチン - 2014年8月に前述の「ねるねるねるね」のキャラクターである「ねるね」がパッケージに描かれ、「ハッピーキッチン」から改名してリニューアルした。「ポッピンクッキン」へ統合のため終売。
- にょきにょきコロロン - 味はグレープ味（色の粉はグレープ・メロン・オレンジ）とソーダ味（色の粉はソーダ・メロン・パイン）の2種類。
- シュワップ ソフトキャンディ
- どどっとつぶぴょん
- カラフルピース - 「ポッピンクッキン」の「そうぞうシリーズ」を独立ブランド化、リニューアルした知育菓子。
- ひもひもキャンディ - ひも状のソフトキャンディ。
- 濃いミルク スマートタイム - 2021年9月発売。2022年9月にリニューアルされた。

#### 食品
- トロミジュレ - ホットゼリー飲料
- オトコ燃える。 - 男性向けこんにゃくゼリー飲料
- ジンジャーレモン - 粉末飲料
- アロマアクティブ - パウダータイプのスポーツドリンク
- 三十膳 - ベジタブルポタージュスープ。首都圏の一部ドラッグストア限定。
- 豆乳とフルーツのおいしいゼリー - りんごヨーグルト味のゼリー飲料。
- ハバネロスープ - インスタントスープ。CVS限定販売。
- 勉強のススメ - オレンジ味の粉末飲料。
- カンパイアワー - リンゴソーダ味の粉末ソーダドリンク。
- あなたとスープ しょうがスープ - インスタントスープ。
- あわあわソーダ - 粉末飲料。「フルフル」では配合されていた、合成着色料・保存料を無添加にした。
- ミルクでおいしい - 牛乳とまぜて飲む粉末飲料。大麦若葉と黒糖しょうがの2種類。
- はちみつ梅 - ホット粉末飲料。従来の「ホットうめ」から名称変更。
- スポーツウォーターNa - 「スカイウォーター」の発売に伴い、生産終了。
- フルフル - 粉末飲料。2012年3月のリニューアル発売時に合成着色料・保存料無添加となった。メロンソーダとグレープソーダの2種類。
- ソーダの素 - 当社の前身のひとつであった渡辺製菓が昭和30年～40年にかけて発売されていた「渡辺ジュースの素」の味わいとパッケージを再現した粉末飲料。
- スポーツウォーターC - 粉末タイプのスポーツドリンク。
- ベルミーコーヒー - 缶コーヒー。
- カラダ★★★（ミツボシ） - ホット粉末飲料シリーズ。「姫のゆず茶」・「王のしょうが湯」・「100%スッキリミント」の3種類でドラッグストアで販売されていた。
- くず湯
- 袋入りしるこ - 白玉風お餅入りの和風デザート。「袋入りしるこ」と「袋入り抹茶しるこ」が発売されていた。
- はちみつきなこ - ホット粉末飲料。
- カップおしるこ - カップタイプの餅入りインスタントおしるこ。合併前の渡辺製菓の「即席しるこ」がルーツ
- クラシエほっと飲料 - 2013年9月に従来の「ほっとシリーズ」を全面刷新。2015年9月に全品リニューアルした。
- ほっと贅沢 - 和漢素材を使用したホット粉末飲料シリーズ。「旨辛 葛しょうが湯」、「濃蜜（こいみつ）ゆず茶」、「お米 麹甘酒」の3種類が発売されていた。
- カラダ香る、ローズ水 - 粉末タイプのローズ水。
- すこやかサポート【機能性表示食品】
- 広東拉麺 - インスタントラーメン
- ファンシーカップ ハイ・ヌードル - インスタントラーメン。
- ナイスカップ - インスタントラーメン。
- カルビラーメン - インスタントラーメン。
- 食べ頃ヌードル - インスタントラーメン。
- とろみがうまみの!シリーズ - インスタントラーメン。
- 広東麺 - インスタントラーメン。
- 広東白湯麺 - インスタントラーメン。
- 香港雲呑麺 - インスタントラーメン。
- しょうゆ・とんこつラーメン マヨラー - インスタントラーメン。
- 人気のシリーズ - インスタントラーメン。
- とり鶏どり - インスタントラーメン。
- 野菜タンメン - インスタントラーメン。
- 鍋焼き味ラーメン - インスタントラーメン。
- 兄弟対決・満腹萬福 - インスタントラーメン。
- 季節素材 - インスタントラーメン。
- にんにくラーメン活 - インスタントラーメン。
- 麺全席 - インスタントラーメン。
- とことん亭 - インスタントラーメン。
- なま味とことん亭 - インスタントラーメン。
- 賑わいのれん - インスタントラーメン。
- WLTRAMAN Kids - インスタントラーメン。
- カラメンテ - インスタントラーメン。
- 開運拉麺亭 - インスタントラーメン。
- ほんつるラーメン - インスタントラーメン。
- 拉麺逸品選集 - インスタントラーメン。
- 釜あげラーメン - インスタントラーメン。
- 焼豚麺 - インスタントラーメン。
- ラーメン街道3号線 - インスタントラーメン。
- 決定版こってりしろごま - インスタントラーメン。
- ハヤシ醤油ラーメン - インスタントラーメン。
- 味噌カレーヌードル - インスタントラーメン。
- こってりラーメン - インスタントラーメン。
- 香港肉醤麺 - インスタントラーメン。
- めん100g超盛 - インスタントラーメン。
- 大盛とんこつしょうゆラーメン - インスタントラーメン。
- キムチラーメン - インスタントラーメン。
- キャベチャー - インスタントラーメン。
- 全国人気のこってりラーメン - インスタントラーメン。
- 新中華そば光麺シリーズ - インスタントラーメン。
- 背脂たっぷり大盛しょうゆラーメン - インスタントラーメン。
- 全国ラーメン食べある紀 - インスタントラーメン。
- アジア発ひき肉煮込みシリーズ - インスタントラーメン。
- ラーメン処中華八十八番シリーズ - インスタントラーメン。
- 豚の背脂でこってり仕上げシリーズ - インスタントラーメン。
- 本格中華拉麺シリーズ - インスタントラーメン。
- 丸鶏白スープシリーズ - インスタントラーメン。
- 当店自慢シリーズ - インスタントラーメン。
- 全国人気のご当地ラーメンシリーズ - インスタントラーメン。
- 背肪を使ったピリッと辛いねぎラーメンシリーズ肉だれ坦々麺たっぷりのたれをからめて食べる - インスタントラーメン。
- 香ばしい揚げねぎラーメン - インスタントラーメン。
- 決定版しおらーめん - インスタントラーメン。
- 横浜家系ラーメン - インスタントラーメン。
- 東北仙台辛味噌ラーメン - インスタントラーメン。
- 鶏コムタンラーメン - インスタントラーメン。
- 西鹿児島三平ラーメン監修黒味噌ラーメン - インスタントラーメン。
- 大柳麺 - インスタントラーメン。
- 豚骨しょうゆラーメン - インスタントラーメン。
- 家系総本山吉村家横浜豚骨しょうゆラーメン - インスタントラーメン。
- 東北三陸磯ラーメン - インスタントラーメン。
- 仙台中倉味よしみそラーメン - インスタントラーメン。
- 渋谷道玄坂喜楽中華麺 - インスタントラーメン。
- 浅草橋中華料理水新菜館広東麺 - インスタントラーメン。
- 東京下町風しょうゆ味浅草のラーメン屋さん - インスタントラーメン。
- 韓国風チゲ鍋 - インスタントラーメン。
- 香港風鶏鍋麺 - インスタントラーメン。
- 若手店主のカップ麺シリーズ - インスタントラーメン。
- 中国四川料理芝蘭 - インスタントラーメン。
- 浅草名代与ろゐ屋 - インスタントラーメン。
- 中華そば - インスタントラーメン。
- ラーメン専門店シリーズ - インスタントラーメン。
- 宇都宮バカうまラーメン花の季 - インスタントラーメン。
- こだわり店主のカップ麺シリーズ - インスタントラーメン。
- とろみがうまみシリーズ - インスタントラーメン。
- 世紀的美味麺シリーズ - インスタントラーメン。
- コクの極み鶏油豚骨みそラーメン - インスタントラーメン。
- 思案橋ラーメン - インスタントラーメン。
- Asian Noodleシリーズ - インスタントラーメン。
- 函館ラーメン北海道 - インスタントラーメン。
- 中華街シリーズ - インスタントラーメン。
- 東北ご当地シリーズ - インスタントラーメン。
- めんがうまい麺シリーズ - インスタントラーメン。
- にぎわい食堂シリーズ - インスタントラーメン。
- 四天王 - インスタントラーメン。
- 職人監修シリーズ - インスタントラーメン。
- 激辛黒カラメンテシリーズ - インスタントラーメン。
- ホームラン軒 - インスタントラーメン。2004年、テーブルマークに譲渡。
- なったり庵 - カップうどん。
- 無限無庵 - カップうどん。
- ほんつるうどん - カップうどん。
- 釜あげうどん - カップうどん。
- えびかき揚げ天そば - カップそば。
- どっさり肉そば - カップそば。
- そば処山形風鴨南蛮そば - カップそば。
- そば粉五割使用シリーズ - カップそば。
- 桜えび天そば - カップそば。
- 炒め味がうまい!!鉄板力 - カップ焼そば。
- 本麺 - カップ焼そば。
- ハンバーグ入りデカイ焼そばべんとう - カップ焼そば。
- 力・焼全国海と山の幸焼そば - カップ焼そば。
- ピザ焼そば - カップ焼そば。
- ビビン麺 - カップ焼そば。
- 韓国式辛ダレ焼そば - カップ焼そば。
- ひやむぎ - カップひやむぎ。
- ぐっどん - 力うどん。
- 手作り五割そば - 力そば。
- プルジュレ - こんにゃく粉を配合したゼリー飲料。商号変更後も販売が継続され、「マルチビタミン」・「コラーゲン」・「L-カルニチン」の3種類が販売されていた。
- しょうが湯 大辛 - 粉末タイプのしょうが湯。
- スパボックス - ベルフーズ時代の1989年5月～11月頃に新発売となったインスタントのスパゲッティ。新発売だが「大盛り1.35倍（当社比）」が売りで、これ以前に類似商品があった可能性がある。ミートソース、からし明太子、スパイシーしょうゆ味の三種類が販売された。

#### アイス
- BOB - 棒状の氷菓。1970年代末期に発売。石野真子がCMに出演した。
- 立たされん棒 - 当たり付きのアイスキャンディー。1981年発売、年商36億円のヒット[8]。
- 又吉夢日記 - 当たり付きのアイスキャンディー。1982年発売。なめ猫とのタイアップ。1982年2月〜4月期で月間4億円程度を売り上げたが、なめ猫のブームが続かなかったことや競合他社からの類似商品の販売、当たりで貰える本数を減らしたこと、さらには冷夏の影響もあり、年間売上的には苦戦した[8][9]。但し同名のカップアイスのほうは順調な売れ行きだった[8]。
- ロイヤルミルクティクッキーサンド
- ホイップ&バニラ
- I.V.（アイベジィ） - 植物性素材を使用。「豆乳アイスSoy<ソイ>」へ継承。
- アマゾンの恵み
- クッキーサンド黒五
- 宇治産抹茶サンデー
- ストロベリークッキーサンド - 2010年9月発売の「フルーティーサンド ストロベリー」へ継承。
- グラングラシェ - 「クッキーサンド」へ継承
- 潤うアロエ - CVS限定品
- カフェロール
- フルーティーサンド
- 苺のしずく - 旧・カネボウフーズ時代に1990年から6年間発売されたが、リニューアルの上15年ぶりに復活。約5か月間発売された。
- チーズなアイス
- クッキーサンド - 「バニラ」と「チョコ」を封入したミックスマルチパック形態。
- ソースたっぷりストロベリー&チーズ
- キッズパーラー ソーダ&フルーツ - 3種類のフレーバー（ソーダ・ぶどう・いちご）が入ったマルチパックアイス。
- 季節のフルーツ - マルチパック形態のミニサイズアイスバー。1箱にフルーツシャーベット2種類とフルーツシャーベットインバニラ2種類が封入されていた。
- 生チョコサンデー - カップアイス。
- カクテル気分Bar - ノンアルコール・カクテルテイストのアイスバー。パッケージには市販のノンアルコール飲料同様、「本品は20歳以上の方を想定して開発されました」の記述がある。ソルティドッグ味と梅酒味の2種類。
- ひとくち果実 - 果実をそのまま凍結した氷菓。みかん、白桃、パインの3種類。CVS限定品。「果実まるごと瞬間冷凍」へ継承。
- ふわりんかアイス - 同ブランドのソフトキャンディとのコラボレーションによる一口タイプのアロマアイス。
- 甘栗むいちゃいました アイス - 2014年9月にアイスバータイプがバニラアイスと栗あん仕立てのアイスの2種類を封入したアソートタイプに変更し、栗あん仕立てのアイスを用いたカップタイプが追加された。
- ぷるっちアイス - ゼリー食感のアイスをハードアイスでコーティングしたバーアイス。グレープ味。
- ねるねるねるねアイス - 「ねるねるねるね」のキャラクターである「ねるね」がパッケージに描かれたカップタイプ。
- 甘熟果実 - 当初は「甘熟果実のマスクメロン」を発売。マルチパック形態のフルーツアイスバー。時期ごとに使用しているフルーツが異なっていた。
- 果実まるごと瞬間冷凍 - スタンディングパウチタイプの果肉入り氷菓。従来発売されていた「ひとくち果実 みかん」の後継製品である「冷凍みかんむいちゃいました」のみで、コンビニエンスストア限定製品。
- 味わう巨峰 - マルチパックのバーアイス。

## 事業場
- クラシエフーズ
  - 新町工場 - 群馬県高崎市
  - 高槻第一工場 - 大阪府高槻市 ※同一住所（敷地内）に「食品研究所」も併設している
  - 福知山工場 - 京都府福知山市
- クラシエフーズ販売
  - 北海道支店 - 北海道札幌市中央区
  - 東北支店 - 宮城県仙台市宮城野区
  - 首都圏支店 - 東京都中央区
  - 中部支店 - 愛知県名古屋市中区
  - 関西支店 - 大阪府大阪市中央区
  - 中四国支店 - 広島県広島市中区
  - 九州支店 - 福岡県福岡市博多区

## 関連会社
- クラシエ
- 森永甲府フーズ（旧・甲府ベルフーズ） - 旧・カネボウフーズの一部門がクラシエフーズへ移行の際に分社化。甲府ベルフーズへ移行後、森永製菓の子会社となったものの、2020年4月に森永製菓へ吸収合併。